# Tanhuato
Tanhuato là một đô thị thuộc bang Michoacán, México. Năm 2005, dân số của đô thị này là 14579 người.